# Markuskirche (Equord)

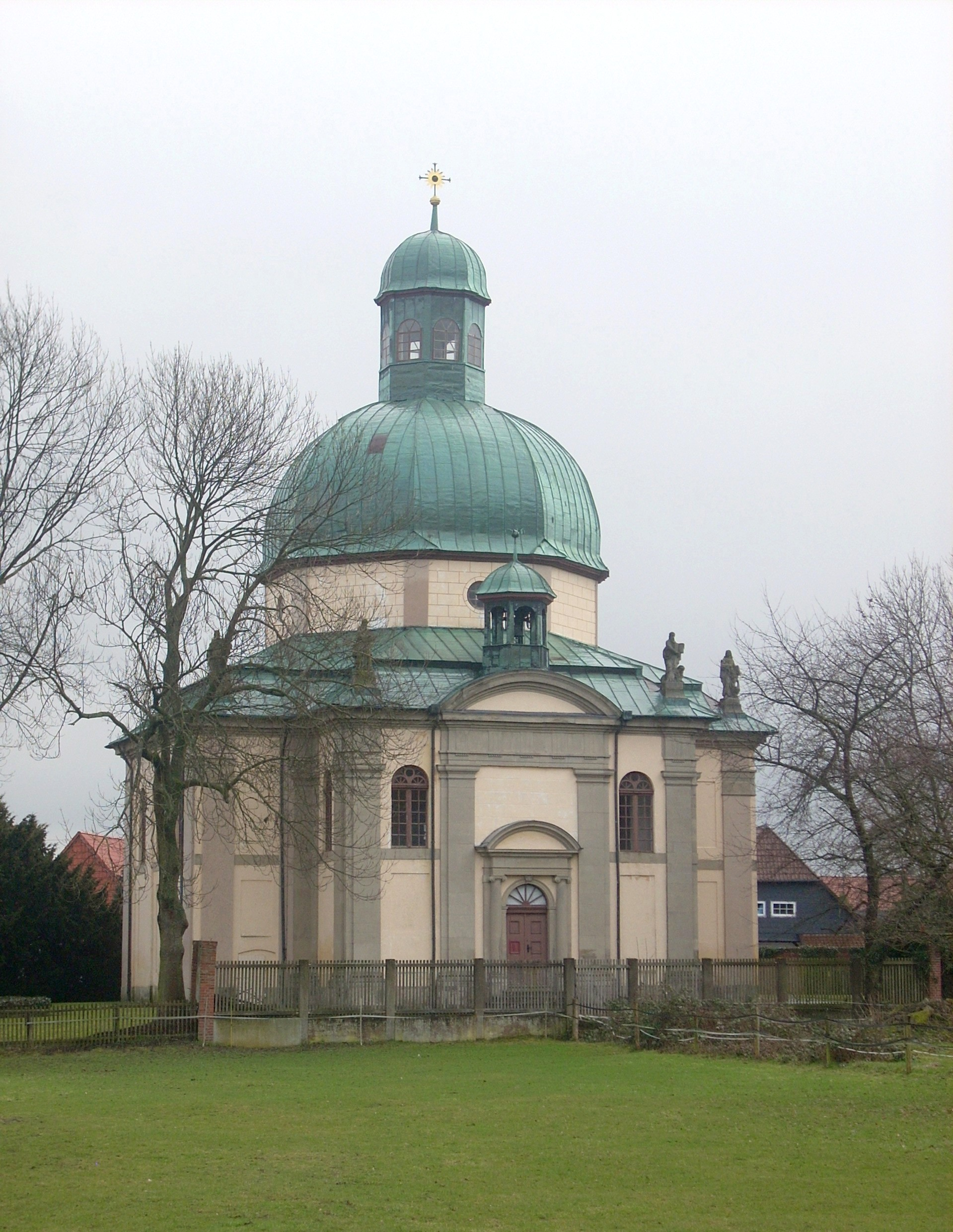
Die Markuskirche

Die evangelische Markuskirche in Hohenhameln-Equord ist ein herausragendes Beispiel italienischer Barockbaukunst mitten in Niedersachsen. Wegen ihrer besonderen Architektur wird sie auch „kleiner Petersdom“ genannt. Die Kirchengemeinde Mehrum-Equord gehört zum Kirchenkreis Peine im Sprengel Hildesheim-Göttingen der Evangelisch-lutherischen Landeskirche Hannovers.

## Bau
Die Kirche ist ein Zentralbau auf dem Grundriss eines kurzarmigen griechischen Kreuzes. Die Ecken des nach Osten ausgerichteten Altarraums sind oktogonal abgeschrägt. Die Portalfront im Westen ist durch einen Rundgiebel mit Glockentürmchen hervorgehoben. Außerdem sind die gelblich verputzten Wandflächen auf dieser Seite besonders reich mit dunklen Pilastern und Architraven gegliedert, und auf den Dachecken stehen hier ausdrucksstarke Statuen der vier Evangelisten.
Über dem Kreuzbau erhebt sich die Kuppel mit Laterne bis zu einer Höhe von 30 m. Der Tambour ist achteckig, und seine Ecken setzen sich in der kupfergedeckten, leicht abgeflachten Dachwölbung und an der Laterne fort.
Der helle, nur weiß und hellrosa mit sparsamen Goldverzierungen gefasste Innenraum ist rund. Nach oben öffnet er sich zur Kuppel, nach den Seiten zwischen je zwei Pilasterpaaren mit reich stuckierten Kapitellen zu den Kreuzarmen.
Innen und außen sind an den Wänden zahlreiche Grabplatten der Familien von Saldern und Hammerstein angebracht.
Die Kanzel trägt die Jahreszahl 1710. Das Altarretabel ist ein manieristisches Werk des 16. Jahrhunderts mit Kopien italienischer Gemälde von der Geburt, der Taufe, dem Letzten Abendmahl und, in der Mitte, der Auferstehung Christi.
1960 erhielt die Kirche die jetzige Orgel.

## Geschichte
Die Equorder Kirche wurde auf Geheiß des Freiherrn Georg Christoph von Hammerstein zu Equord (1624–1687) erbaut. Er hatte auf ausgedehnten Reisen Italien kennen und lieben gelernt und wünschte sich als Familiengrablege ein Mausoleum in Form einer italienischen Kirche. Die Pläne stammten vielleicht von Lorenzo Bedogni. Nach der Fertigstellung im Jahr 1710 wurde der Bau zugleich Familien- und Gutskirche. Die kirchliche Zuständigkeit lag beim Pfarramt Mehrum.
1929 ging die Equorder Kirche aus dem Familienbesitz in den Besitz der Kirchengemeinde über und musste durch eine erste Grundrenovierung vor dem Verfall bewahrt werden. Weitere folgten 1952–1955 sowie ab 1996.
Den Namen des Evangelisten Markus erhielt die Kirche bei der Wiedereinweihung durch Landesbischof Hanns Lilje am 2. Oktober 1955. Heute wird sie wegen ihrer Schönheit und hervorragenden Akustik gern für Konzerte genutzt.

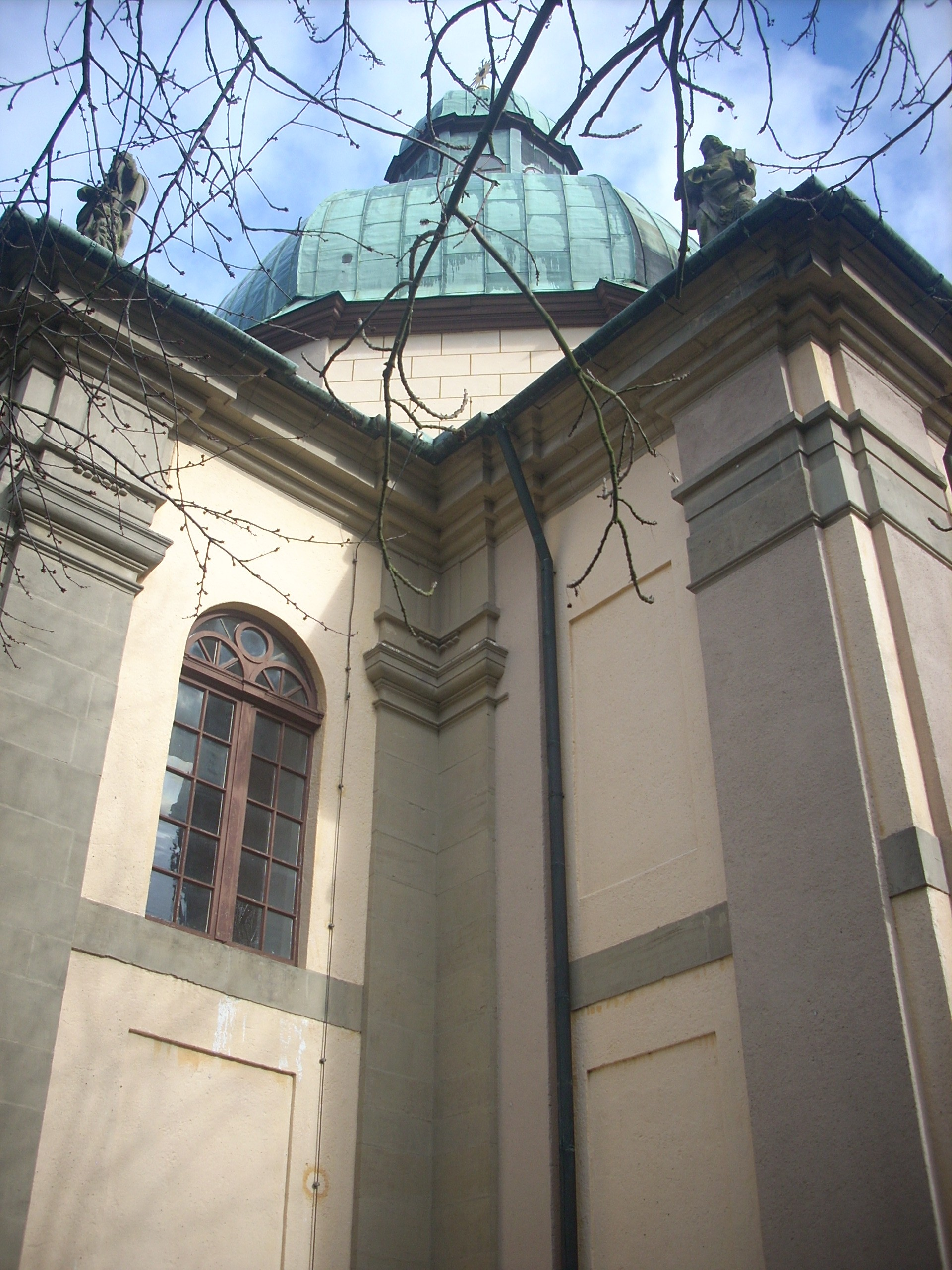
Blick zwischen zwei Kreuzarmen zur Kuppel
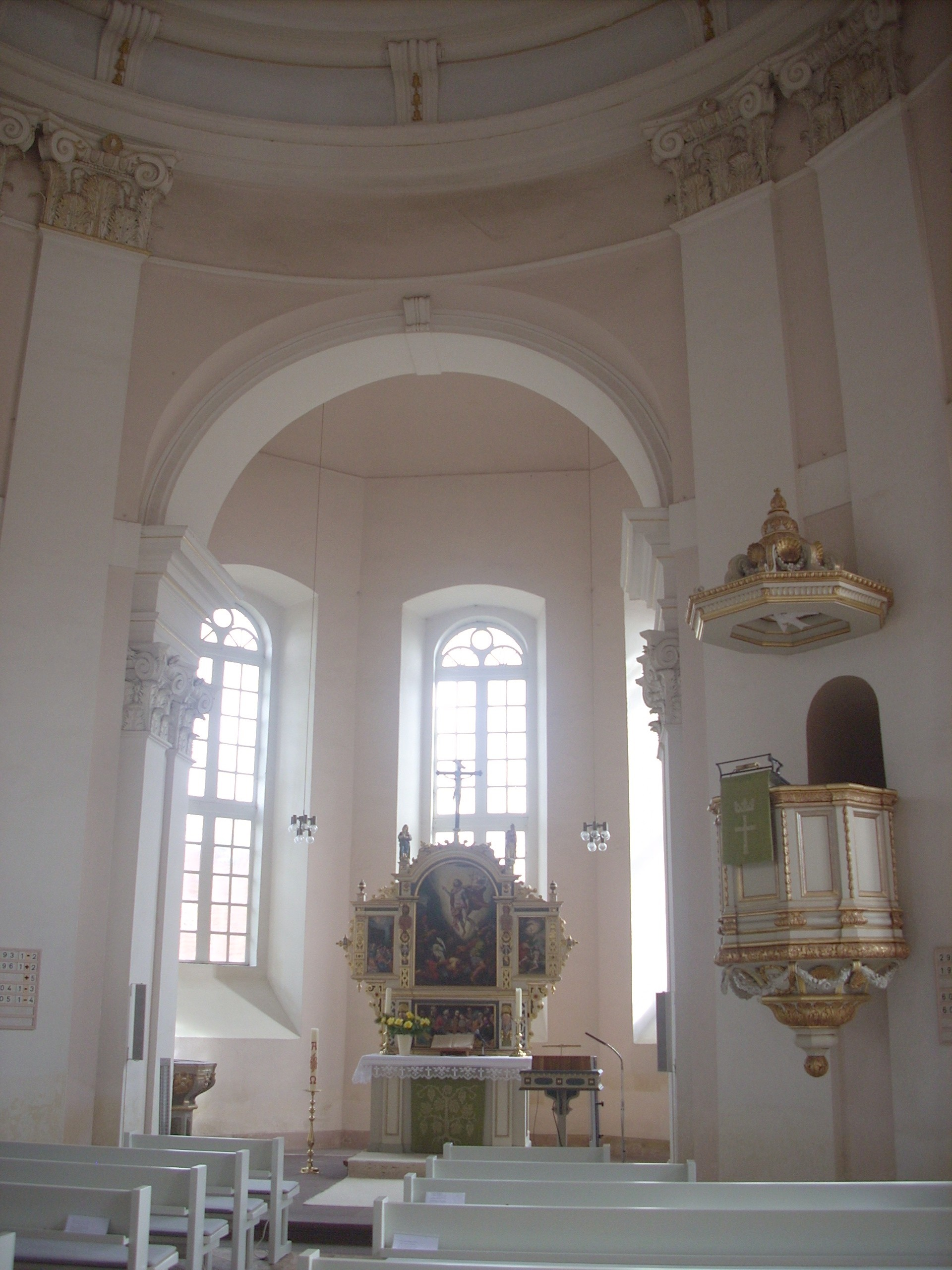
Altar und Kanzel
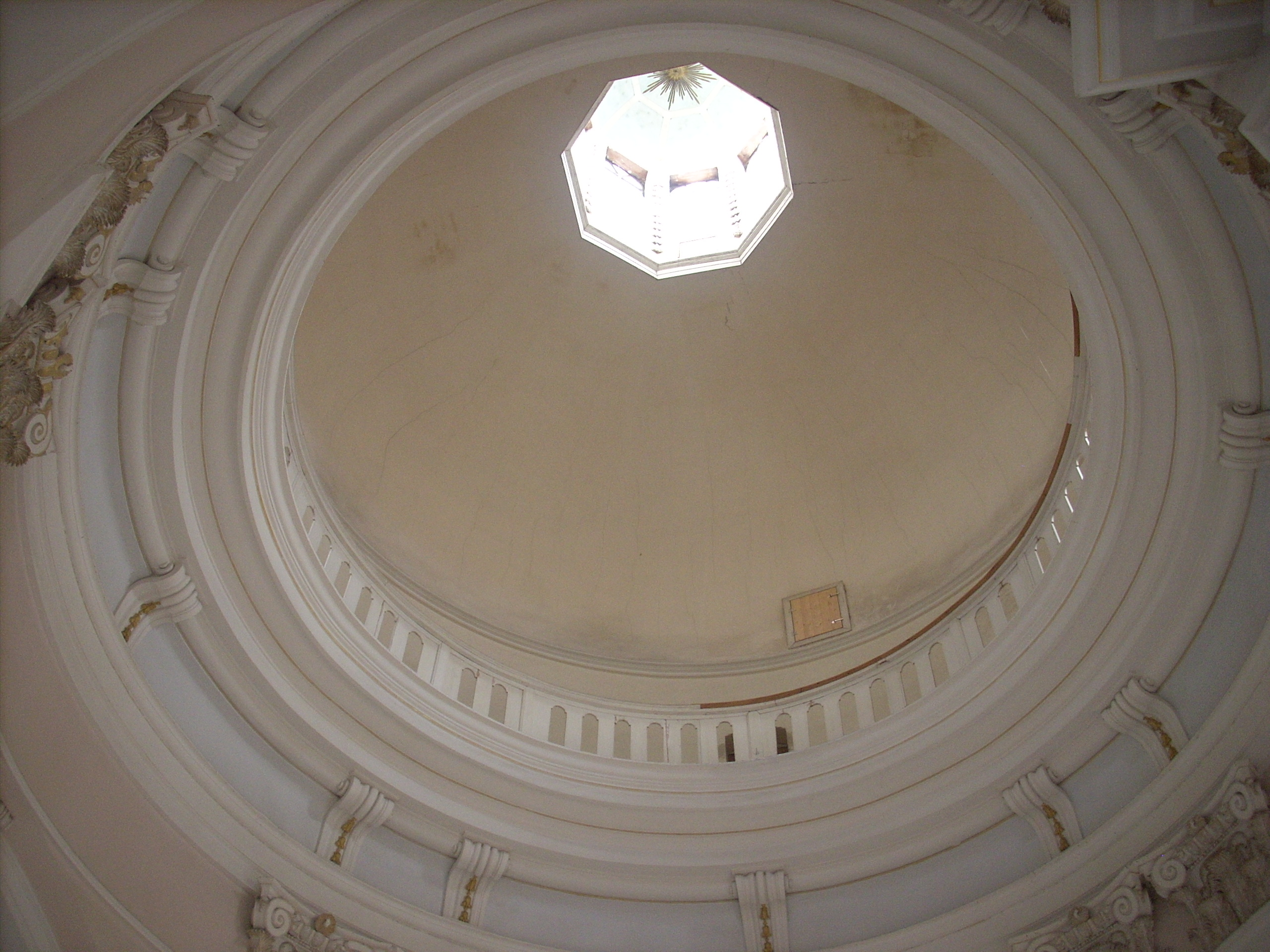
Blick in die Kuppel
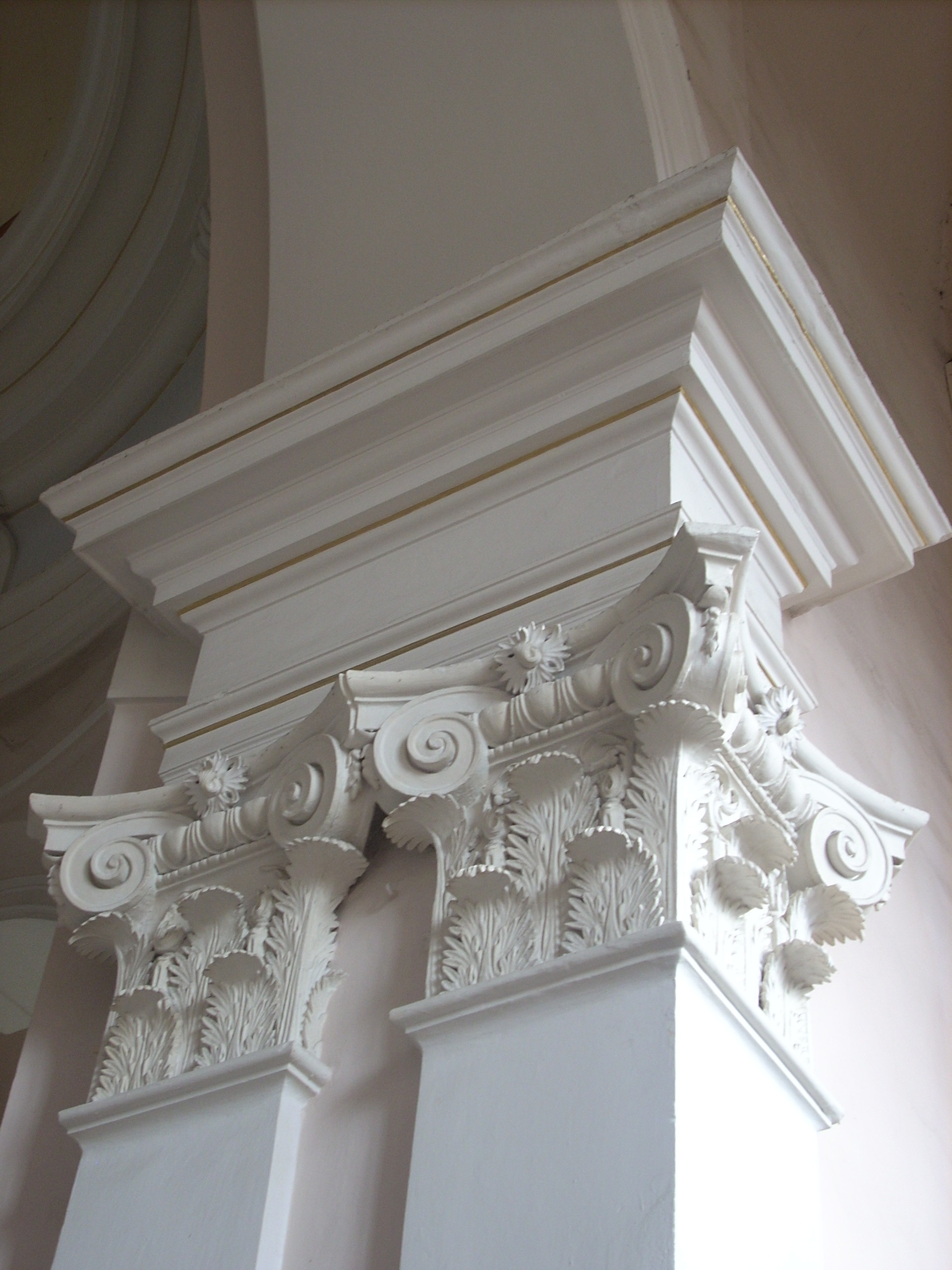
Doppelkapitell